# Top Sensation
Pour plus de détails, voir Fiche technique et Distribution.
Top Sensation est un film italien réalisé par Ottavio Alessi, sorti en 1969.

## Synopsis
Pour soigner son fils Tony diminué mentalement, sa mère lui offre une jeune femme dont la mission est d'éveiller ses pulsions. Le trio, accompagné de l'amant et l'amante de la mère prennent la mer à bord d'un yacht qui fait halte près d'une île. Paniqué, Tony s'enfuit sur l'île où il rencontre une douce et jolie bergère de qui il s'éprend. Les autres partent à sa recherche, ramènent Tony et sa bergère sur le bateau. Mais la bergère est mariée, et son époux, un paysan violent, va tout faire pour la retrouver. Les choses tournent au drame.

## Fiche technique
- Titre : Top Sensation
- Réalisation : Ottavio Alessi
- Scénario : Ottavio Alessi, d'après une histoire de Lorenzo Ricciardi (de)
- Photographie : Alessandro D'Eva
- Montage : Luciano Anconetani
- Musique : Sante Maria Romitelli (it)
- Costumes : Giuliana Serano
- Producteur : Franco Cancellieri
- Société de production : Aica Cinematografica
- Société de distribution :
- Pays d'origine :  Italie
- Langue : Italien
- Format : Couleurs — 35 mm — 1,33:1 — Son : Mono
- Genre : Film dramatique
- Durée : 86 minutes (1 h 26)
- Dates de sortie :
  - Italie : 29 mars 1969

## Distribution
- Maud de Belleroche : Mudy
- Maurizio Bonuglia : Aldo
- Edwige Fenech : Ulla
- Ruggero Miti (it) : Tony
- Rosalba Neri : Paola
- Salvatore Puntillo (it) : Andro
- Eva Thulin : Beba